# هيروشي كوباياشي (لاعب شوغي)
هيروشي كوباياشي (باليابانية: 小林宏؛ بالكانا: こばやし ひろし) هو لاعب شوغي ‏ ياباني، ولد في 18 ديسمبر 1962 في تاماكي ‏ في اليابان.